# 4-й гвардейский пикирующий бомбардировочный авиационный полк
Не следует путать с 4-м гвардейским бомбардировочным авиационным полком дальнего действия
4-й гвардейский пикирующий бомбардировочный авиационный полк — воинская часть вооружённых сил СССР в Великой Отечественной войне.

## История
Сформирован на основании Приказа НКО СССР № 347 от 06.12.1941 путём преобразования 31-го пикирующего бомбардировочного авиационного полка, став таким образом первой частью бомбардировочной авиации, удостоенной гвардейского звания.
В составе действующей армии с 6 декабря 1941 по 9 мая 1945 г. На вооружении полка состояли самолёты Пе-2.
После преобразования продолжил боевые действия под Тихвином, поддерживал наступающие войска в ходе Тихвинской наступательной операции. Затем, по крайней мере, до сентября 1942 года находился в составе ВВС 7-й армии. 7 сентября 1942 года был передан на Волховский фронт. Затруднения вызывает определение подчинённости полка с октября 1942 по март 1943 года. По справочнику боевого состава (приводится в таблице) полк находился в составе ВВС 7-й армии, при этом другие сведения, как воспоминания ветеранов так и данные о награждениях свидетельствуют о том, что полк с сентября 1942 года действовал в составе 280-й бомбардировочной авиационной дивизии.
В сентябре-октябре 1942 года производил бомбардировки Синявино, Тосно, Любани, Рабочих посёлков № 1 и 2, рощи Круглой, аэродрома Бородулино, участвовал в разгроме десанта противника у острова Сухо. 21 сентября 1942 года полк потерял сразу пять самолётов.
С 12 января 1943 года участвует в прорыве блокады Ленинграда, бомбардируя вражеские позиции в Рабочем посёлке № 8.
С 15 января 1944 года участвует в Новгородско-Лужской операции, ведёт бомбардировку Подберезья. В феврале-марте 1944 наносит удары по железнодорожным станциям Батецкая, Передельская, Луга, Струги Красные, по опорным пунктам Мшага-Ямская, Уторгош, Орехова Гора, совхоз им. Кирова. В конце марта 1944 перебазировался на аэродром в Луге.
C июля 1944 года поддерживает наступающие войска, производит бомбардировки Приекуле, Яунлатгале, в сентябре 1944 уничтожил переправы через Двину в районе Даугавпилса, бомбит порт Айнажи на восточном берегу Рижского залива.
Участвовал в штурме Кёнигсберга.

## Полное наименование
- 4-й гвардейский пикирующий бомбардировочный авиационный Новгородский полк.

## Подчинение
| Дата            | Фронт (округ)           | Армия                | Корпус | Дивизия                                    | Примечания                                    |
| --------------- | ----------------------- | -------------------- | ------ | ------------------------------------------ | --------------------------------------------- |
| 01.12.1941 года | -                       | 7-я отдельная армия  | -      | 55-я смешанная авиационная дивизия         | -                                             |
| 01.01.1942 года | -                       | 7-я отдельная армия  | -      | 55-я смешанная авиационная дивизия         | -                                             |
| 01.02.1942 года | -                       | 7-я отдельная армия  | -      | 55-я смешанная авиационная дивизия         | -                                             |
| 01.03.1942 года | -                       | 7-я отдельная армия  | -      | 55-я смешанная авиационная дивизия         | -                                             |
| 01.04.1942 года | -                       | 7-я отдельная армия  | -      | -                                          | -                                             |
| 01.05.1942 года | -                       | 7-я отдельная армия  | -      | -                                          | -                                             |
| 01.06.1942 года | -                       | 7-я отдельная армия  | -      | -                                          | -                                             |
| 01.07.1942 года | -                       | 7-я отдельная армия  | -      | -                                          | -                                             |
| 01.08.1942 года | -                       | 7-я отдельная армия  | -      | -                                          | -                                             |
| 01.09.1942 года | -                       | 7-я отдельная армия  | -      | -                                          | есть данные о действиях в составе 280-й бад   |
| 01.10.1942 года | -                       | 7-я отдельная армия  | -      | -                                          | -                                             |
| 01.11.1942 года | -                       | 7-я отдельная армия  | -      | -                                          | -                                             |
| 01.12.1942 года | -                       | 7-я отдельная армия  | -      | -                                          | -                                             |
| 01.01.1943 года | -                       | 7-я отдельная армия  | -      | -                                          | есть данные о действиях в составе 280-й бад   |
| 01.02.1943 года | -                       | 7-я отдельная армия  | -      | -                                          | -                                             |
| 01.03.1943 года | Волховский фронт        | 14-я воздушная армия | -      | 280-я бомбардировочная авиационная дивизия | -                                             |
| 01.04.1943 года | Волховский фронт        | 14-я воздушная армия | -      | 280-я бомбардировочная авиационная дивизия | -                                             |
| 01.05.1943 года | Волховский фронт        | 14-я воздушная армия | -      | 280-я бомбардировочная авиационная дивизия | -                                             |
| 01.06.1943 года | Волховский фронт        | 14-я воздушная армия | -      | 280-я бомбардировочная авиационная дивизия | -                                             |
| 01.07.1943 года | Волховский фронт        | 14-я воздушная армия | -      | 280-я бомбардировочная авиационная дивизия | -                                             |
| 01.08.1943 года | Волховский фронт        | 14-я воздушная армия | -      | 280-я бомбардировочная авиационная дивизия | -                                             |
| 01.09.1943 года | Волховский фронт        | 14-я воздушная армия | -      | 280-я бомбардировочная авиационная дивизия | -                                             |
| 01.10.1943 года | Волховский фронт        | 14-я воздушная армия | -      | 280-я бомбардировочная авиационная дивизия | -                                             |
| 01.11.1943 года | Волховский фронт        | 14-я воздушная армия | -      | 280-я бомбардировочная авиационная дивизия | -                                             |
| 01.12.1943 года | Волховский фронт        | 14-я воздушная армия | -      | 280-я бомбардировочная авиационная дивизия | -                                             |
| 01.01.1944 года | Волховский фронт        | 14-я воздушная армия | -      | 280-я бомбардировочная авиационная дивизия | -                                             |
| 01.02.1944 года | Волховский фронт        | 14-я воздушная армия | -      | 280-я смешанная авиационная дивизия        | -                                             |
| 01.03.1944 года | Ленинградский фронт     | 13-я воздушная армия | -      | 280-я смешанная авиационная дивизия        | -                                             |
| 01.04.1944 года | Ленинградский фронт     | 13-я воздушная армия | -      | 280-я смешанная авиационная дивизия        | -                                             |
| 01.05.1944 года | 3-й Прибалтийский фронт | 14-я воздушная армия | -      | 280-я смешанная авиационная дивизия        | -                                             |
| 01.06.1944 года | 3-й Прибалтийский фронт | 14-я воздушная армия | -      | 280-я смешанная авиационная дивизия        | -                                             |
| 01.07.1944 года | 3-й Прибалтийский фронт | 14-я воздушная армия | -      | 280-я смешанная авиационная дивизия        | -                                             |
| 01.08.1944 года | 3-й Прибалтийский фронт | 14-я воздушная армия | -      | 280-я смешанная авиационная дивизия        | -                                             |
| 01.09.1944 года | 2-й Прибалтийский фронт | 15-я воздушная армия | -      | 188-я бомбардировочная авиационная дивизия | -                                             |
| 01.10.1944 года | 2-й Прибалтийский фронт | 15-я воздушная армия | -      | 188-я бомбардировочная авиационная дивизия | -                                             |
| 01.11.1944 года | 2-й Прибалтийский фронт | 15-я воздушная армия | -      | 188-я бомбардировочная авиационная дивизия | -                                             |
| 01.12.1944 года | 2-й Прибалтийский фронт | 15-я воздушная армия | -      | 188-я бомбардировочная авиационная дивизия | -                                             |
| 01.01.1945 года | 2-й Прибалтийский фронт | 15-я воздушная армия | -      | 188-я бомбардировочная авиационная дивизия | (вероятно)                                    |
| 01.02.1945 года | 2-й Прибалтийский фронт | 15-я воздушная армия | -      | 188-я бомбардировочная авиационная дивизия | (вероятно)                                    |
| 01.03.1945 года | 2-й Прибалтийский фронт | 15-я воздушная армия | -      | 188-я бомбардировочная авиационная дивизия | (вероятно)                                    |
| 01.04.1945 года | Ленинградский фронт     | 15-я воздушная армия | -      | 188-я бомбардировочная авиационная дивизия | в составе Курляндской группы войск (вероятно) |
| 01.05.1945 года | 1-й Белорусский фронт   | 16-я воздушная армия | -      | 188-я бомбардировочная авиационная дивизия | (вероятно)                                    |

## Командиры
- Добыш, Фёдор Иванович, подполковник с 06.12.1941 по 07.1942
- Перепелица Иван Мартьянович подполковник — с января 1943
- Морозов,Владимир Кузьмич, майор c 01.44 по 09.44

## Участие в операциях
- Битва за Ленинград:
  - Новгородско-Лужская наступательная операция — с 14 января 1944 года по 15 февраля 1944 года.
  - Ленинградско-Новгородская операция — с 14 января 1944 года по 1 марта 1944 года.
- Псковско-Островская операция — с 17 июля 1944 года по 31 июля 1944 года.
- Тартуская операция — с 10 августа 1944 года по 6 сентября 1944 года.
- Прибалтийская операция:
  - Рижская операция — с 14 сентября 1944 года по 22 октября 1944 года.

## Воины полка
| Награда | Ф. И. О.                         | Должность           | Звание                    | Дата       | Примечания |
| ------- | -------------------------------- | ------------------- | ------------------------- | ---------- | --- |
|         | Семак, Павел Иванович            | Командир эскадрильи | гвардии капитан           | 23.02.1945 | к моменту награждения совершил 186 боевых вылетов, уничтожил 11 вражеских самолётов на земле и в воздухе                                                                   |
| -       | Линчевский, Анатолий Анатольевич | Командир звена      | гвардии старший лейтенант |            | 13.01.1943 совершил таран |
|         | Иванов, Виталий Андреевич        | Командир звена      | гвардии старший лейтенант | 18.08.1945 | к моменту награждения — 232 боевых вылета на разведку и бомбардировку живой силы и техники противника, заброску десантов во вражеский тыл, участвовал в 10 воздушных боях. |
|         | Тузов, Михаил Филиппович         | Командир эскадрильи | гвардии майор             | 23.02.1945 | к моменту награждения — 181 боевой вылет, лично сбил 2 и в группе 2 вражеских самолёта                                                                                     |
|         | Тюриков, Сергей Петрович         | штурман полка       | гвардии майор             | 18.08.1945 | к моменту награждения — 179 боевых вылетов на разведку и бомбардировку живой силы и техники противника, участвовал в 20 воздушных боях, сбил 3 вражеских самолёта          |
|         | Данюшин, Николай Алексеевич      | Стрелок-радист      | гвардии старшина          | 18.08.1945 | к моменту награждения — 170 боевых вылетов, участвовал в 33 воздушных боях, сбил лично 3 и в составе группы 10 самолётов.                                                  |

## Почетные наименования
4-му гвардейскому бомбардировочному авиационному полку за отличие в боях при овладении важным хозяйственно-политическим центром страны городом Новгород Приказом НКО от 29 февраля 1944 года на основании Приказа ВГК № 61 от 20 января 1944 года присвоено почётное наименование «Новгородский».

## Благодарности Верховного Главнокомандующего
Воинам полка в составе 280-й смешанной авиадивизии объявлены благодарности Верховного Главнокомандующего:
- За отличия в боях при форсировании реки Великая и прорыве обороны противника, при занятии крупных населенных пунктов Шанино, Зеленово, Красногородское[3].
- За отличие в боях при овладении штурмом городом Остров — крупным узлом коммуникаций и мощным опорным пунктом обороны немцев, прикрывающим пути к центральным районам Прибалтики[4].
- За отличие в боях при овладении штурмом городом и крупным узлом коммуникаций Тарту (Юрьев-Дерпт) — важным опорным пунктом обороны немцев, прикрывающим пути к центральным районам Эстонии[5].
- За отличие в боях при овладении городом и крупным железнодорожным узлом Валга — мощным опорным пунктом обороны немцев в южной части Эстонии[6].
- За отличие в боях при овладении столицей Советской Латвии городом Рига — важной военно-морской базой и мощным узлом обороны немцев в Прибалтике[7].